# 永藤まな
永藤 まな（ながふじ まな、1993年1月8日 - ）は、日本のピアニスト、タレント、エンターテイナー、YouTubeクリエイター。
長野県出身。主に、愛称「まなまる」として活動している。本名は不詳である。2019年から、南伊豆町観光アンバサダー。

## 来歴
幼少期（4歳）からピアノを学び始め、音楽高校、音楽大学ピアノ科へ進学・卒業。
2016年から「永藤まな」名義で活動を始める。SHOWROOMでの生配信（2016年10月24日から「まいにち配信」）のほか、YouTube、X（旧Twitter）、TikTok、Instagram、テレビ番組などで、ピアノの（即興）演奏や歌、ものまね、腹話術、絵、書道、トークなどを披露している。クラシック音楽の演奏やその解説などの発信も行う。唯一無二の「ピアノタレント」として、新しい独自のエンターテインメントを追求する。
2017年に「SHOWROOM AWARD 2017 最優秀賞」に選出される。同年末にキングコング西野亮廣、ホームレス小谷の『天才万博2017』に出演した。そして2018年2月18日、初の冠番組『ラキグルガールまなまるとゲッターズ飯田の「ラキ×グル」』に出演し、さらに同年3月30日、自身初となるピアノカバーアルバム『まる。』をリリースした。
2019年には邦画情報誌『CINEMOTION』にて連載コラムを執筆した。また同年、SHOWROOMの「地方自治体公認アンバサダーオーディション」でグランプリを獲得し、2019年2月1日から南伊豆町観光アンバサダーをつとめている。
2020年から、クレヨンしんちゃんの歌ものまね「もしもクレヨンしんちゃんが〇〇を歌ってみたら」が注目を集める。特に、Adoの「うっせぇわ」を、クレヨンしんちゃんの声でものまねカバーした「【クレヨンしんちゃん】うっせぇわ／弾き語りVer.【まなまる】」（2021年1月19日公開）が、Twitterなどのソーシャルメディアを中心に大きな反響を呼び、2021年3月4日にYouTube動画再生回数1,000万回を達成した。
2021年9月19日に、初の単独ライブをライブハウスZeppで無観客開催し、同年12月11日、『YouTube FanFest 2021 Japan』に出演した。また、同年12月13日には警視庁小岩警察署の一日署長に就任し、自ら作詞・作曲した「特殊詐欺の歌」（カード手交型詐欺の歌、オレオレ詐欺の歌、還付金詐欺の歌、闇バイト・裏バイト防止の歌）も発表した。同年12月28日の『SHOWROOM AWARD 2021』ではコメンテーターをつとめた。
2022年3月31日には、YouTubeチャンネル総再生回数が1億回を超えた。同年8月21日の『SHOWROOM 夏まつり 2022 in MIYASHITA PARK』でゲスト審査員をつとめた。同年12月11日、『北九州アニメソングピアノライブ2022』に出演した。また、同年12月15日に長野県警察松本警察署の一日署長に就任し、特殊詐欺被害防止啓発のための歌を新たに発表した。そして、同年12月28日の『SHOWROOM AWARD 2022』ではゲストをつとめた。エム・データによる「2022年・急上昇TV番組出演ランキング（女性）」では、上昇回数120回で、20位であった。
2023年4月13日、初のCMソングをWITHDOM Group（ウィズホーム）に提供し公開された。さらに、同年5月3日、四国水族館の「Nightscapeこがねいろ2023G.W.」において、「イルカサンセットプログラム」にコラボ出演するとともに、館内BGMにオリジナル楽曲を提供した。
2024年4月23日、警視庁三田警察署の一日署長に就任し、特殊詐欺被害防止のための啓発活動を行った。また同年7月11日には、長野県警察松本警察署の「夏の交通安全やまびこ運動」として街頭啓発をするとともに、「交通安全と特殊詐欺の防止体操」を作詞・作曲し、松本市の保育園で園児が交通安全を呼び掛ける防犯体操を披露した。さらに同年7月4日から9月19日まで、ヤマハ音楽振興会の音楽普及活動を紹介するYouTubeチャンネル「ヤマハJOCチャンネル」にて配信（放送）されている『はなマル Music Teacher』に、ガイド役として出演した。そして同年11月23日、新千歳空港クリスマスツリー点灯式にスペシャルゲストとして出演した。
その他、様々なイベントでピアノライブなどのタレント活動を行う。また、静岡県の南伊豆町をはじめ、愛知県、大阪府、滋賀県、三重県、神奈川県、長野県、奈良県、千葉県、東京都（島嶼部を含む）、京都府、広島県、島根県、宮崎県、など全国各地で学校・特別支援学校や幼稚園の芸術・文化鑑賞会、文化祭、卒業式、記念式典等の演奏会に多数出演している。
2021年10月1日から、TBSテレビ系列（JNN）の報道・情報番組『THE TIME'』および『THE TIME,』に、ピアニストとしてレギュラー出演中（2022年10月5日から、水・金曜日）である。
2023年10月26日より、北海道の民間ラジオ放送局であるFM NORTH WAVEの『キャプテン・ポップコーン』に、準レギュラーとして出演中である。
2025年1月9日から17日まで、芸術企画団体一茶企画が上演する体験型ミュージカル『ホンジツ島のマジックアワー』に出演中である。

## 人物
音楽大学卒業後、フリーのクラシックピアニストとして活動を始めるものの、思うようにいかず1年ほどで挫折する。しかし、小学校1年生の頃からコンクールや発表会に出場し、拍手をもらって、喜んでもらって、ほめてもらえて嬉しかった経験から、自分の得意なこと（つまりピアノ）で「誰かに喜んでもらいたい」という思いがあり、ピアノを使った配信活動を行うに至る。目標は、「音楽を楽しんでもらいたい」、「音楽やピアノを通してたくさんの人を笑顔にしたい」、そして「クラシック音楽の魅力も伝えたい」である。
より詳しい人物像は、本人が視聴者からの（事前に募集した）質問に答える形式の自己紹介動画（YouTube）「【感謝】銀の盾が届いたので、初めての自己紹介をするゾ!【質問返し】」や、テレ朝動画『まりなとロガール』「＃01まりなとまなまる（前半）」、「＃02まりなとまなまる（後半）」、および各種インタビュー記事などを参照されたい。

## ディスコグラフィー

### カバーアルバム
|     | タイトル | 発売日        | 規格 | 収録楽曲 | コンセプト |
| --- | -------- | ------------- | ---- | --- | --- |
| 1st | まる。   | 2018年3月30日 | CD   | 1. 女々しくて（Violin: Ayasa） 2. えんとつ町のプペル 3. 津軽海峡・冬景色 4. 糸 5. 恋愛レボリューション21 6. オキドキ | ピアニストとして活動中の「まなまる」の自身初となるCDリリース。自身で選んだ幅広いJ-POP楽曲にクラシックアレンジを加えカバー。 |

### オリジナル楽曲
この節では公開されている楽曲のみを掲載する。
|     | タイトル                     | 公開日         | 補足 |
| --- | ---------------------------- | -------------- | --- |
| 1st | カメムシだいすき             | 2021年4月6日   | YouTube動画のエンディングジングルや「おしゃべり動画」のBGMなどでも利用されている。 |
| 2nd | 特殊詐欺の歌                 | 2021年12月13日 | 警視庁小岩警察署の一日署長に就任した際に発表された。「カード手交型詐欺の歌」、「オレオレ詐欺の歌」、「還付金詐欺の歌」、「闇バイト・裏バイト防止の歌」の4曲からなる。歌で、特殊詐欺被害に悲しむ人が一人でも減るようにという気持ちで作られた。 |
| 3rd | 医療マンガ大賞 テーマソング  | 2023年3月10日  | 2023年2月4日に横浜市で行われた「医療マンガ大賞 総会」の後に作成されたオリジナルソングである。 |
| 4th | はなマル! Music              | 2024年7月4日   | ヤマハ音楽振興会の音楽普及活動を紹介するYouTubeチャンネル「ヤマハJOCチャンネル」にて配信（放送）される『はなマル Music Teacher』のテーマ曲である。                                                                                            |
| 5th | 交通安全と特殊詐欺の防止体操 | 2024年7月11日  | 長野県松本警察署の「夏の交通安全やまびこ運動」の一環として、発表された。「親だったり、おじいちゃんおばあちゃん世代にも、何か伝わるものがあるのではないかと思って、子どもたちも一緒に口ずさめる音楽で、（交通安全を）伝えたいと思った」。      |

他にも、「やっぱりパン粉」、「こねこねハンバーグ」、「パシフィックシーネットル」などがある。

### リミックス
|     | タイトル               | 公開日        | 補足 |
| --- | ---------------------- | ------------- | --- |
| 1st | 僕らはトイザらスキッズ | 2021年10月9日 | ピアノと「トイザらスのオリジナルおもちゃ」だけを使って演奏されている。「まなまるリミックス・プレゼントキャンペーン」にともない作成され、2021年10月9日から12月25日まで国内トイザらス全店舗（約150店）で店内放送された。 |

### CMソング
|     | タイトル                                              | 公開日        | 補足 |
| --- | ----------------------------------------------------- | ------------- | --- |
| 1st | WITHDOM Group（ウィズホーム）「感動を見つける篇」15秒 | 2023年4月13日 | まなまる楽曲提供のTVCM第1弾。福岡県RKB毎日放送で、2023年4月から6月まで毎週金曜日7時50分頃に放送された。 |

## メディア・ライブ等出演

### 現在出演中

#### テレビ
- TBS『THE TIME'』『THE TIME,』2021年10月1日–（2021年12月28日まで火・水・金曜日、2022年1月5日から9月29日まで水・木曜日、2022年10月5日から水・金曜日）[2][140][141][142][143][144][186][145][146][147][148][注釈 10][注釈 11][注釈 12][注釈 13][注釈 14][注釈 15][注釈 16][注釈 17][注釈 18][注釈 19][注釈 20][注釈 21][注釈 22][注釈 23][注釈 24]

#### ラジオ
- FM NORTH WAVE『キャプテン・ポップコーン』「エージェントまなまるの突撃!シネマ調査隊」（不定期コーナー）2023年10月26日– [注釈 7][149][150][151][152]
  - 「東京国際映画祭学生応援団を調査」2023年10月26日[207][208]
  - 「『人生に詰んだ元アイドルは、赤の他人のおっさんと住む選択をした』の穐山茉由監督を調査」2023年11月2日[209][210][211]
  - 「『一月の声に歓びを刻め』の三島有紀子監督を調査」2024年2月8日[212][213]
  - 「『ゴールド・ボーイ』の金子修介監督を調査」2024年3月14日[214]
  - 「『不死身ラヴァーズ』の松居大悟監督を調査」2024年5月2日[215][216]
  - 「『ミッシング』の吉田恵輔監督を調査」2024年5月9日[217]
  - 「『猿の惑星/キングダム』を単独調査」2024年5月23日[218][219]
  - 「『めくらやなぎと眠る女』の深田晃司監督を調査」2024年7月11日[220]
  - 「『逃走中 THE MOVIE』の西浦正記監督を調査」2024年7月18日[221]
  - 「『新米記者トロッ子 私がやらねば誰がやる!』の小林啓一監督を調査」2024年8月15日[222]
  - 「『劇場版 アナウンサーたちの戦争』の中島歩さんを調査」2024年8月22日[223][224]
  - 「『ぼくのお日さま』の奥山大史監督を調査」2024年9月12日[225]

#### ミュージカル
- 一茶企画『ホンジツ島のマジックアワー』2025年1月9日–17日[153][154][155]

### 過去の出演

#### テレビ
- フジテレビ『神の間』2017年7月28日[226][227]
- フジテレビ『神の願いを叶えまくる夜』2017年10月13日[226]
- 静岡朝日テレビ『ラキグルガールまなまるとゲッターズ飯田の「ラキ×グル」』2018年2月18日[228]
- 日本テレビ『スッキリ』2018年4月14日[229]、2021年2月15日[156]
- テレビ朝日『ミュージックステーション』2020年12月11日[230]、2021年5月21日[231]
- 日本テレビ『ものまねグランプリ』 2020年12月22日[232][233]
- TBS『新・情報7DAYS ニュースキャスター』2021年2月20日[234]
- SBC信越放送『ずくだせテレビ』2021年2月22日[235]
- テレビ東京『あるある発見バラエティ　新shock感 それな!って言わせて』2021年3月6日[236]
- テレビ信州『ゆうがたGet!』2021年3月8日[237]
- テレビ朝日『ノブナカなんなん?』2021年3月13日[238][239][240][241][242][243]、7月10日[244][245][246][247]
- 日本テレビ『ゼロイチ』2021年3月27日[248]
- フジテレビ『千鳥のクセがスゴいネタGP』2021年4月1日[249][250]
- TBS『ニンゲン観察バラエティ モニタリング』2021年4月8日[251][252][253][254]
- TBS『歌ネタゴングSHOW 爆笑!ターンテーブル』2021年4月18日[255][256][257][258]、7月2日[259][260]
- テレビ東京『内村のツボる動画』2021年4月21日[261][262][263]
- テレビ東京『THEカラオケ★バトル』2021年4月25日[264]
- TBS『あさチャン!』2021年5月4日[265][266]
- テレビ東京『日経テレ東大学』2021年6月27日[267][268][269]
- 日本テレビ『おしゃれイズム』2021年7月4日[270][271]
- J:COMテレビ『笑福亭鶴光のオールナイトニッポン.TV@J:COM』2021年8月14日[272][273]
- NBS長野放送『信州元気TV』2021年9月12日[274][275][276]
- MBS毎日放送『メイちゃんとアンちゃん』2021年9月26日[277][278]
- フジテレビ『芸能界特技王決定戦 TEPPEN』2021年10月9日[279][280]
- SBS静岡放送『ヨエロスンE』2021年10月30日[281][282]
- TBS『週刊さんまとマツコ』2021年11月21日[283][284]
- TBS『中居正広の金曜日のスマイルたちへ』「ものまねだらけの3時間!原口・ミラクルら30名で豪華152連発」2022年2月25日[285][286][287][288]
- TBS『中居正広の金曜日のスマイルたちへ』「激似爆笑!豪華33名による極上ものまねSHOW３時間SP」2022年6月24日[289][290][291][292][293][294][295][296][297]
- TBS『ラヴィット!』2022年7月6日[298][299][300]
- フジテレビ『TOKIOカケル』「ジェントル旅 in 福岡SP」2022年9月28日[301][302][303]
- 読売テレビ『かんさい情報ネットten.』「アナタの味方!お役に立ちます!」2022年12月1日[304][305][306]
- フジテレビ『生ドラ!東京は24時』「第二夜　美大の駅伝」2023年1月3日[注釈 25][307][308][309][310][311]
- TBS『再現できたら100万円!THE神業チャレンジ』2023年5月23日[312][313][314][315][316]、10月17日[317][318]
- J:COMテレビ『全国賃貸オーナーズフェスタ2023』「ニッポンのあしたを元気にする5時間」2023年12月31日[319][320][321][322]
- BS朝日「ヤマハ・ガラ・コンサート２０２４～未来へつなぐ音楽の心～」2024年10月26日、11月3日[323][324][325][326]

#### インターネットテレビ
- テレ朝動画『まりなとロガール』2021年3月30日[157][327]、4月7日[158]
- ABEMA『ももいろ歌合戦』「第5回ももいろ歌合戦〜届け!希望の彼方へ〜50組超え出場!年越し8時間無料生放送」「今年の顔2021」2021年12月31日[328][329][330][331][332]

#### インターネット配信
- DHCテレビ『オルガン坂SONGS』【うっせぇわ/Ado】音楽の専門家が大ヒットの理由を徹底考察してみた!【まなまる】【オルガン坂生徒会】2021年3月6日[333][334]
- ニコニコ生放送『ニコニコネット超会議』NTT超未来研究所スペシャル 約14時間TV『IOWN〔愛おん〕地球をつなぐ!』宇宙環境談話「かたりあい 宇宙（そら）編」2021年4月29日[335]
- DHCテレビ『オルガン坂SONGS』【DHC】2021/5/8(土) まなまるって何者? 徹底解剖【渋谷オルガン坂生徒会】2021年5月8日[336]
- DHCテレビ『オルガン坂SONGS』【虹色侍ずま×まなまる】10分で即興ソング作ってみた!/10minutes【オルガン坂生徒会】2021年5月15日[337][338]
- 日本経済新聞社・テレビ東京コミュニケーションズ『経済Labo』「日経テレ東大学」【まなまるvsサンシャイン池崎】市場価値上げる方法!実践編【チャラすぎるミクロ経済学】2021年5月15日[339]
- DHCテレビ『オルガン坂SONGS』【DHC】2021/5/22(土) まなまる登場! 虹色侍ずま 解説 ギラギラ/Ado しばりのど自慢【オルガン坂生徒会】2021年5月22日[340]
- DHCテレビ『オルガン坂SONGS』【DHC】2021/5/29(土) まなまる登場! 虹色侍ずま 解説 怪物/YOASOBI しばりのど自慢【オルガン坂生徒会】2021年5月29日[341]
- 日本経済新聞社・テレビ東京コミュニケーションズ『経済Labo』「日経テレ東大学」【まなまる再降臨】サンシャイン池崎vs東大卒vs日経記者!【たのしいミクロ経済学】2021年6月6日[342]
- YouTube『YouTube FanFest』「YouTube FanFest 2021 Japan」「Ado「踊」歌って踊ってみた YTFF ver.」2021年12月11日[46][343][344][345][346][347]
- 那賀町『第4回 那賀町だヨ!全員集合』2022年1月9日[348][349][350][351][352][353]
- TOKYO FM『NISSAN あ、安部礼司 〜 beyond the average 〜 オンラインフェスティバル 2022 ABE Tube』2022年1月9日[354][355][356][357][358][359][360][361]
- U-NEXT『Kizuna AI The Last Live "hello, world 2022" 公式プレイベント　U-NEXT限定アコースティックミニライブ』2022年2月24日[362][363][364][365]
- TOKYO FM『NISSAN あ、安部礼司 〜 beyond the average 〜 オンラインフェスティバル ABE Tube 2023 〜 未来のサラリーマン 〜』2023年1月8日[366][367][368][369][370][371][372][373][374][375][376][377]
- ニコニコチャンネル『【第12回】丘みどり「スナックみどり」』2023年7月17日[378][379][380][381]
- ヤマハJOCチャンネル『～音楽ヒーロー・ヒロイン～「奏デンジャーIII」』「第5回ゲストまなまるさん♪」2024年3月8日[382][383][384]
- KBC・SHOWROOM『音楽のじかん』「#3 自分の武器の作り方」2024年6月24日[385][386][387]
- ヤマハJOCチャンネル『はなマル Music Teacher』2024年7月4日–9月19日[87][88][89]

#### ラジオ
- ラジオNIKKEI『SHOWROOM & ラジオNIKKEI「推しメン～DJにしちゃいまSHOW」』2019年10月1日[388]、8日[389]、15日[390]、22日[391]、29日[392]、12月24日[393]
- TOKYO FM『SHOWROOM主義』2017年11月11日[394]、18日[395]、2020年2月15日[396]、4月25日[397]、6月13日[398]
- TOKYO FM『JUMP UP MELODIES TOP 20』2021年3月5日[399]
- ラジオNIKKEI『小塚アナの褒めタイム!』2021年4月27日[400]、2022年1月18日[401][402]
- TOKYO FM『Blue Ocean』2021年5月17日[161][403][404]
- NHK-FM『吉木りさのタミウタ 』2021年9月19日[405]
- NHKさいたま放送局『ひるどき!さいたま～ず』2021年10月6日[406][407]
- TOKYO FM『NISSAN あ、安部礼司 ～ beyond the average ～』第818回「師走のハッピーピアニスト!」2021年12月12日[356][408][409][410][411]
- TOKYO FM『ディア・フレンズ』2022年1月5日[412][413]
- TOKYO FM『NISSAN あ、安部礼司 ～ beyond the average ～』第822回「2022年!　明けまして生放送スペシャル!」2022年1月9日[408]
- K-MIX『らじコン』2024年3月2日[414][415][416][417]

#### ピアノライブ・コンサート・イベント

##### 単独ライブ
- 「【初ワンマン】Zeppをこんなに贅沢に使っていいんですか?【無観客無料配信】」Zepp DiverCity、2021年9月19日[42][43][44][45][418]

##### 南伊豆町
- 「伊勢海老づくしの特別な日」「まなまるピアノライブ」石廊崎オーシャンパーク、2021年10月10日[8][419][420][421][422]、2022年10月9日[423][424][425][426][注釈 26]
- 「第19回フェスタ南伊豆」「まなまるLive演奏」南伊豆町役場、2022年10月16日[427][428][429]
- 「第20回フェスタ南伊豆」「まなまる（永藤まな）ライブ公演」南伊豆東中学校、2023年10月15日[430][431]
- 「ミュージックフェスタ南伊豆2023」南伊豆町役場、2023年12月9日[432][433]

##### 南伊豆町以外
- イオンモール土浦「まなまる弾きしゃべりピアノライブ～イオンモール土浦のヴィジョンでみんなで楽しもう～」2021年5月4日[434][435]
- アリオ上尾・アリオ川口・アリオ深谷・アリオ鷲宮「埼玉県生誕150周年を祝うスペシャル企画」「【つながるSAITAMA】まなまるピアノ&トーク リモートLive!」2021年8月13日[436][437][438][439]
- 春日部市「かすかべ音楽祭2021オンラインプロジェクト～Gift 合唱で届け、音楽の力～」春日部市民文化会館、2021年11月21日（2022年2月10日公開）[440][441][442][443][444][445][446][447][448][449][450][451]
- 横浜DeNAベイスターズ「ファンフェスティバル2021」横浜スタジアム、2021年12月4日[452][453][454]
- khb「長町夜市 2021」あすと長町、2021年12月5日[455][456][457]
- 俺の「Grand Maison ORENO Orchestra Xmas Gala」Grand Maison ORENO、2021年12月24日[458][459][460]
- アリオ橋本「【冬のWoW】まなまるとリアルで!ライブ配信で!運試し!新春来福祭 WoW BINGO☆」アリオ橋本（全国のアリオ･グランツリー･プライムツリーとも中継）、2022年1月2日[461][462]
- イオンモール土浦「まなまる弾きしゃべりピアノライブ」2022年3月26日[463][464]
- 松坂屋静岡店・静岡市まちは劇場「おまちでピアノを奏でよう♪　ピアノ弾き　まなまるLIVE」静岡駅、2022年4月30日[465][466][467][468][469][470][471][472][473][474][475][476][477][478][479]
- BAG-Brillia Art Gallery-／東京建物「Brillia Art Gallery in Nagano」「ピアノ演奏会」ショッピングプラザアゲイン、2022年6月19日[480][481][482][483][484][485][486]
- KTS鹿児島テレビ「KTSすこやかふれあいフェスティバル2022」「まなまるピアノコンサート」かごしま県民交流センター、2022年7月2日[487][488][489][490][491]
- 静岡新聞・静岡放送「浜名湖キューバ ヘミングウェイカップ」「浜名湖で奏でる♬まなまるステージ」浜名港、2022年7月17日[492][493][494]
- tbc東北放送『tbc夏まつり2022』「生中継!tbc夏まつり2022」勾当台公園、2022年7月23日[495][496][497][498]
- ボートレース尼崎「SG 第27回オーシャンカップ」「ライブステージ」尼崎競艇場、2022年7月24日[499][500][501][502]
- 江釣子ショッピングセンターパル「永藤まな（まなまる）ピアノLIVE」2022年8月12日[503][504][505]
- しずおかフェア実行委員会（静岡新聞社・静岡放送、静岡県飲食業生活衛生同業組合　静岡支部）「SHIZUOKA PICNIC GARDEN　2022 in AUTUMN　まなまるスペシャルステージ!」駿府城公園、2022年9月23日[506][507][508]
- 長野市・ながの観光コンベンションビューロー・信州松代観光協会「真田邸庭園ライトアップ幻奏」「演奏会」真田邸、2022年11月3日[509][510][511]
- 北九州市「北九州アニメソングピアノライブ2022」北九州市立響ホール、2022年12月11日[65][512][513][514][515][516][517][518][519][520][521][522][523][66][524][525][526][527][528][529][530][531]
- 枚方市「歌え、若者よ。1000人で大合唱」枚方市総合文化センター、2023年1月7日[532][533][534][535]
- FOR CHILDREN PROJECT Presents「えんにち」LIQUIDROOM、2023年1月22日[536][537][538][539]
- 横浜市医療局「『医療マンガ大賞 総会』伝わる医療のカタチ－発信力アップのためにみんなでアイデアソン!－」横浜市役所、2023年2月4日[540][541][542][543][544][545][172]
- 佐久市「エストニアフェア」「エストニアピアノ演奏会～佐久に響け!エストニアの音色♪　ゲストピアニスト演奏会」佐久市市民創錬センター、2023年2月12日[546][547][548]
- 川商ハウスpresents「てゲてゲハイスクールフェスティバル2023」アミュプラザ鹿児島、2023年2月19日[549][550][551][552][553][554][555][556]
- 日立ジョンソンコントロールズ空調株式会社清水事業所「清水事業所設立80周年記念『日立まつり』」2023年4月9日[557][558]
- ゆめタウン久留米「GO!LDEN Week」「まなまる（永藤まな）ピアノLIVE」2023年4月30日[559][560]
- 四国水族館「Nightscape(ナイトスケープ)こがねいろ2023 G.W.」「ピアニスト永藤まな（まなまる）氏とのコラボ イルカサンセットプログラム」2023年5月3日[75][76][77][78][79][80]
- 茜まつり実行委員会「茜まつり」「まなまる・ピアノ弾きしゃべり! in 赤坂サカス」赤坂サカス、2023年5月14日[561][562][563][564][565][566][567]、2024年5月26日[568][569][570][571][572]
- TBS「地球を笑顔にする広場」「ピアノタレント・まなまる×SDGs "リユース楽器"みんなでセッション」赤坂サカス、2023年5月20日[573][574][575][576][577][578]、11月12日[579][580][581][582][583]
- 東御市「2023雷電まつり〜元気復活!東御どすこいSUNSUN!〜」「まなまるステージ in 雷電まつり」田中商店街、2023年8月5日[584][585][586]
- 坂城町「第46回町民まつり「坂城どんどん」」「まなまる（永藤まな）ライブ」坂城駅前、2023年8月5日[587][585][586]
- 創75プロジェクト、本田技研労働組合埼玉支部、むさしの会「Honda創立75周年記念イベント×真夏の祭典2023」「BIG SUMMER LIVE!!」本田技研工業株式会社埼玉製作所、2023年8月6日[588][589][590][591]
- ボートレース福岡「永藤まな（まなまる）弾きしゃべりものまねピアノステージ」福岡競艇場、2023年8月13日[592][593][594]
- 立山黒部アルペンルート「立山ストリートピアノ Special Performance」室堂ターミナル、2023年9月24日、25日[595][596][597][598]
- 静岡新聞社・静岡放送「エコパおとの和コンサート2023」エコパスタジアム、2023年10月1日[599][600][601][602][603]
- 須坂市「すざかしどうぶつえん愛ZOOフェスティバル」「弾きしゃべりものまねピアノの人!まなまるさんのミニコンサート」須坂市動物園、2023年10月7日[604][605][606][607]
- アニバーサリーホーム「くらしフェス2023」「まなまるチャリティーライブ」大府市、2023年10月22日[608][606][609][610]
- 長野市農業団体協議会「まるごと長野市」「まなまるステージ × 荻原市長トークショー」サンシャインシティ、2023年11月7日[611][612][613]
- 輪島市「里山・里海文化まつり」輪島キリコ会館、2023年11月11日[614][615][616]
- Monami・SBC信越放送「ママまつりin長野」「まなまるさんSPECIALステージライブ」長野ホテル犀北館、2023年11月25日[617][618][619]
- ヤマハ音楽教室「ヤマハ音楽教室 70周年記念ミニライブ」ヤマハ銀座店、2023年11月26日[620][621][622][618][623]
- SANKEN ARCHITECTS「播州のくらしと文化EXPO」アクリエひめじ、2024年1月14日[624][625]
- ボートレース下関「まなまる（永藤まな）ピアノソングステージ」下関競艇場、2024年1月22日[626][627][628]
- ホテルオーレ（藤枝）「ホテルオーレ 8周年記念　オーレピアノリサイタル2024」2024年3月2日[629][630][416]
- さぬきこどもの国「まなまるのおしゃべりピアノLIVE♪ in さぬきこどもの国」2024年3月10日[631][632]
- 神奈川フィルハーモニー管弦楽団「コンコルディア・フィナンシャルグループ プレゼンツ 神奈川フィル チャリティー・コンサート〜家族で楽しむ音楽会〜」はまぎんホール ヴィアマーレ[633][634]
- SBC信越放送「SBC 2024こどもフェスタ」長野市TOiGO周辺、2024年3月20日[635][636]
- 松本歯科大学「第36回松濤祭」2024年4月29日[637][638]
- TBS「地球を笑顔にする広場」「まなまる×宇賀神TBSアナ リユース楽器LIVE♫」赤坂サカス、2024年5月3日[639][640][641][642][643][644]
- Msb Tamachi「ムスブキッズフェス」2024年5月4日[645][642][646]
- 那賀町「まち丸ごと大自然、テーマパーク!那賀町に全員集合☆ 親子deなかくる」とくぎんトモニアリーナ那賀、2024年6月9日[647][648][649][650]
- 日本弁理士会 関東会「弁理士の日 記念イベント 2024 わくわく楽しもう"ちざい"―知的財産って面白い―」けやきウォーク前橋、2024年7月14日[651][652][653]
- わっしょい百万夏まつり振興会「第37回わっしょい百万夏まつり」「こども夢ステージ」J:COM北九州芸術劇場、2024年8月3日[654][655][656]
- イオンモール神戸北「モノマネ＆歌で大人気! ピアノタレント まなまるがやってくる!」2024年8月11日[657][658][659]
- 「THE TIME,×ISETAN URAWA 夏の全国グルメ祭り」「まなまるピアノショー」、伊勢丹浦和店、2024年8月22日[660][661][662]、26日[663][664][665][666][667]、31日[668]、9月1日[669][670][671][672]
- 平塚競輪場「まなまるモノマネピアノステージ」2024年9月16日[673][674][675][676]
- 呉信用金庫「オープンデイ Vol. 5」「まなまる弾きしゃべりLIVE」2024年9月29日[677][678][679][680][681]
- 上田市商工会「げんきまるこ産業フェスタ2024」「まなまるピアノLIVE!!」上田市丸子文化会館、2024年10月26日[682][683][684]
- 須坂市「秋の動物園まつり」「弾きしゃべりものまねピアノの人!!「まなまる」さんのミニコンサート」須坂市動物園、2024年10月27日[685][684]
- アニバーサリーホーム「くらしフェス２０２４in大府市」「チャリティライブ」愛三文化会館、2024年11月9日[686][687][688]
- JAPAN DENIM DAYS実行委員会「JAPAN DENIM DAYS」児島駅前、2024年11月10日[686][689][690][691][692]
- 新千歳空港「新千歳空港クリスマスツリー点灯式」2024年11月23日[90][91]
- なかちゃん音楽の輪実行委員会「紙屋町まちかどピアノ　クリスマスコンサート」紙屋町シャレオ、2024年12月21日[693][694][695][696]

その他、雑誌や広告を含め、多数出演。